# Pierre Poullain
Pour les autres membres de la famille, voir Famille Poullain.
Pierre Poullain, sieur de la Vincendière et de la Houssaye, mort en 1672, fut conseiller du roi et premier avocat du roi au présidial de Nantes et maire de Nantes de 1639 à 1642.

## Biographie
Pierre Poullain est le fils de Jean Poullain, sieur du Housseau, et de Perrine Mersant, dame de La Vincendière.
Marié à Anne Bariller, fille d'Antoine Bariller , seigneur du Saz, maître de la monnaie à Nantes, échevin de la ville de Nantes, et d'Ymaine Cassard , il est le père du maire Jean Poullain et du chanoine Antoine Poullain. 
Docteur aux lois, il est avocat, conseiller du Roi, et son premier avocat au présidial de Nantes.